# Filmstøtte
Filmstøtte er den gængse betegnelse for statsstøtten til danske film, der siden 1972 er blevet administreret af Det Danske Filminstitut (DFI) under Kulturministeriet. 
Det Danske Filminstitut yder støtte til udarbejdelse og produktion af danske kort-, dokumentar- og spillefilm. Formålet med støtten er at sikre en kontinuerlig produktion og udbredelse af forskellige typer af film, således at det samlede udbud af danske film både i henseende til alsidighed, volumen, kunstnerisk kvalitet og publikumsappel fastholder og udvikler dansk filmkunst og filmkultur både nationalt og internationalt.  November 2014 indgik kulturminister Marianne Jelved en ny filmaftale for perioden 2015-2018 med alle Folketingets partier. 

## Støtteordninger

### Spillefilm
Konsulentordningen har til formål at støtte god fortællekunst. Støtten kan ydes som støtte til manuskriptudarbejdelse, til udvikling og til produktion. Der er ingen særlige krav til genre eller publikumsappel, og konsulentordningen støtter film i alle budgetstørrelser.
Markedsordningen (tidligere 60/40-ordningen) retter sig mod film med særligt publikumspotentiale, der forventes at kunne sælge mere end en gennemsnitlig dansk spillefilm i biografbilletter i danske biografer. Der produktionsstøttes 7 – 9 film om året. Ansøgning om produktionsstøtte behandles ved 4 årlige ansøgningsrunder. Vurderingerne sker med udgangspunkt i et pointskema. Støtten kan højst udgøre 60 % af det samlede budget til produktion.
Minor-ordningen giver støtte til danske producenters deltagelse i internationale koproduktioner. Støtte til film med udenlandsk hovedproducent forudsætter at ansøgningen kommer fra en dansk producent.

### Kort og Dokumentar
Konsulentordningen støtter 25 – 30 kort- og dokumentarfilm med dansk hovedproducent om året. De film der bliver støttet skal have filmiske og kunstneriske kvaliteter eller være oplysende film til undervisningsbrug.
Minor-ordningen giver støtte til film med udenlandsk hovedproducent forudsætter at ansøgningen kommer fra en dansk producent. I behandlingen vurderes det kreative og økonomiske samarbejde mellem dansk og udenlandsk producent.

### Andre støtteordninger
New Danish Screen skal være med til at udvikle nye talenter til dansk film og tv. Ordningen skal sikre at nye generationer af filmfolk ikke forfalder til konventionelle, overleverede udtryk, men til stadighed stræber efter at afsøge grænser og skabe nye oplevelser for publikum. New Danish Screen støtter både udviklingen af fiktion- og dokumentarfilm.
Filmværkstedet støtter kortfilm, dokumentarfilm, novellefilm, eksperimenterende kunstfilm, online drama og dokumentar, filminstallationer og i sjældnere tilfælde spillefilm. Filmværkstedet er primært rettet mod unge mennesker med potentialet til at etablere en professionel filmkarriere. Støtten består i adgang til professionelt produktionsudstyr, tilskud til basale produktionsomkostninger, til professionelle konsulenter og til undervisnings- og seminarvirksomhed.
Filminstitutet administrerer desuden støtte til computerspil via New Danish Screen samt tv-drama og dokumentar via den såkaldte Public Service Pulje.